# Zoethout

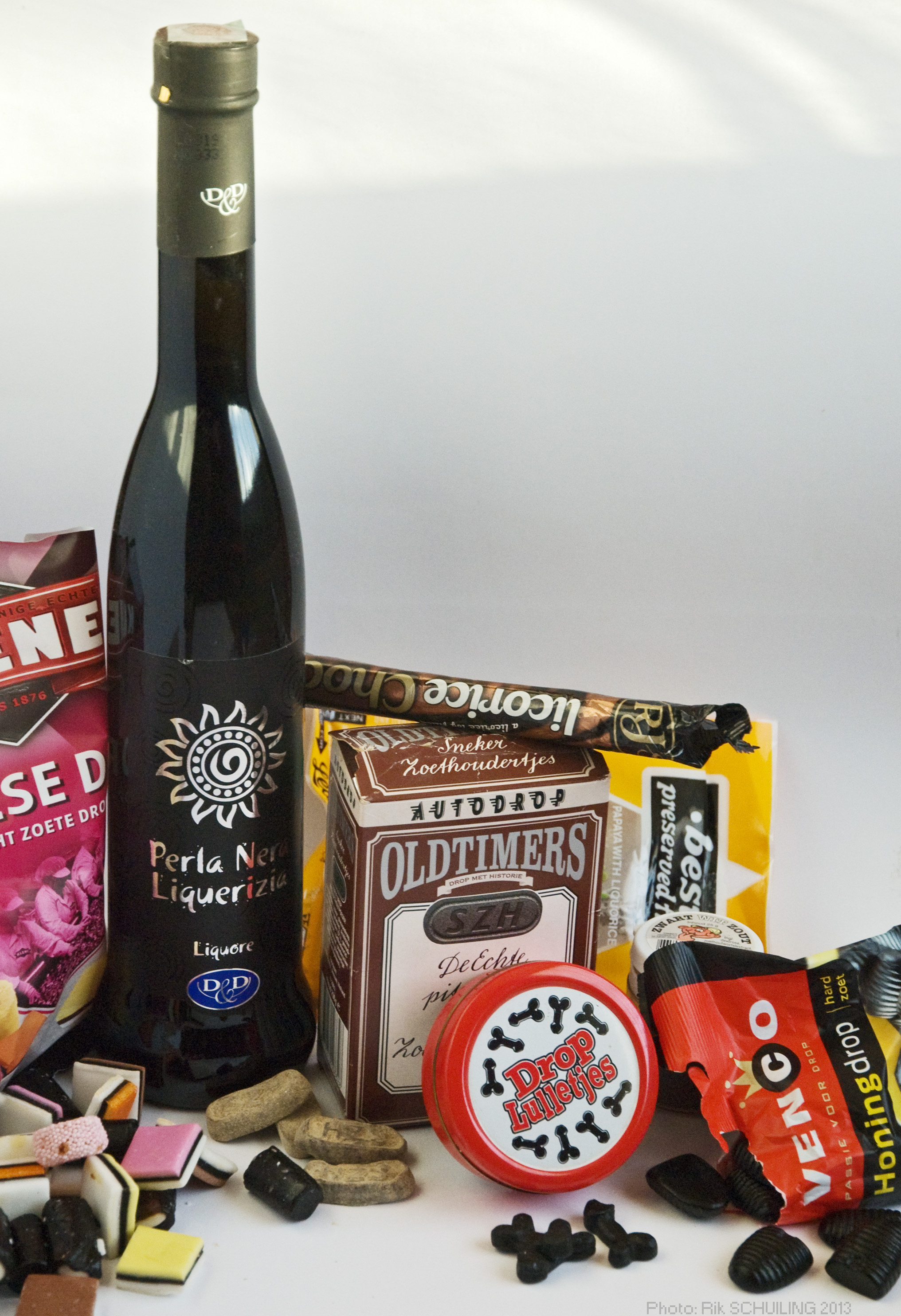
Zoethoutprodukten, waaronder verschillende soorten drop

Zoethout is in de handel de aanduiding voor korte stukjes van de wortelstok van Glycyrrhiza glabra, een plant die van oorsprong voorkomt in Eurazië, Noord-Afrika en West-Azië. Inmiddels is de niet-bedreigde plant wereldwijd te vinden. De plant bevat een zoetstof die zo'n 30 tot 50 keer zo sterk is als suiker, maar niet schadelijk is voor de tanden. Er moet flink op gekauwd en gezogen worden om de zoetstof te proeven. Toch werd zoethout – vooral door kinderen – gewaardeerd voordat de snoepindustrie deze markt overnam met veel makkelijker te consumeren producten.
Het sap uit de wortel wordt gebruikt als grondstof voor drop, eventueel samen met het zout salmiak.
De zoetstof in zoethout is glycyrrizinezuur. Dit is een stof die de bloeddruk verhoogt. Zowel van drop als van zoethout is dit effect beschreven en dit kan tot klinisch significante hypertensie leiden.
De industriële verwerking van de zoethoutwortel werd mogelijk nadat de Italiaan Giorgio Amarelli er in 1731 in slaagde om het sap uit de wortel tot drop te verwerken.

## Naamgeving
Er zijn drie soorten in het geslacht Glycyrrhiza : G. glabra L.(zoethout), de G. echinata L. en de G. uralensis. Deze soorten worden alle gebruikt als sierplant in de tuin. G. glabra wordt in Zuidoost-Europa voor het zoethout geteeld. In Zuid-Europa en het Midden-Oosten groeit G. echinata en in China wordt G. uralensis geteeld.
De Engelse naam voor zoethout is liquorice (Am: licorice ), wat in die taal hetzelfde woord is voor drop. In Vlaanderen heet het ook wel kalissenhout, kalissiehout, kaliesjestok of gewoon kalisse (een verbastering van réglisse, het Franse woord voor zoethout).

## Eigenschappen
Aan zoethout worden geneeskrachtige eigenschappen toegeschreven en de wortel wordt gebruikt voor de bereiding van kruidenthee.
Zoethout heeft een lichte glucocorticoïde-achtige werking en werkt mogelijk synergistisch met cortisol. Inhoudsstoffen van de zoethoutwortel (voornamelijk glycyrrizinezuur dat structureel verwant is aan corticosteroïden) kunnen zich binden aan glucocorticoidereceptoren en hebben een synergistisch effect op cortisol (verlenging van de halfwaardetijd door remming van het enzym 5-betareductase). Echter, inhoudsstoffen van zoethout kunnen ook enkele van de immunosuppressieve effecten van grote hoeveelheden glucocorticoïden tegengaan.
In hoge doseringen kan de consumptie van zoethout resulteren in bijwerkingen als hypertensie, oedeem, hoofdpijn en kortademigheid. Dergelijke verschijnselen treden in ongeveer 20% van de gevallen op. Voor dergelijke effecten zijn meestal doseringen van ten minste 10 tot 14 g zoethoutwortel nodig, maar kan in individuele gevallen variëren tussen slechts 1 à 2 g en bijna 30 g in andere gevallen. Deze verschijnselen verdwijnen weer zodra de consumptie van zoethout wordt gestopt. Suppletie van het mineraal kalium kan deze verschijnselen tegengaan.
Zoethoutwortel wordt gebruikt bij personen met een tekort aan cortisol. G. uralensis wordt in China onder andere gebruikt in combinatie met corticosteroïden in de vroege stadia van de ziekte van Addison. Het synergistische effect van zoethout op de cortisolwerking heeft aanleiding gegeven tot zorg wanneer mensen die al een hoge cortisolspiegel hebben zoethout zouden consumeren, hoewel in een klinisch onderzoek geen stijging werd gevonden van de plasma cortisolconcentraties bij gezonde vrijwilligers die 8 weken lang dagelijks een heetwaterextract van 100 gram zoethoutwortel (equivalent met 0,7 g/d glycyrrhizinezuur) hadden geconsumeerd. Daarnaast wordt G. uralensis in China ook gebruikt als geneesmiddel tegen astma in combinatie met de gesteelde lakzwam (Ganoderma lucidum) en kǔshēn (Sophora flavescens) in de ASHMI-formule.

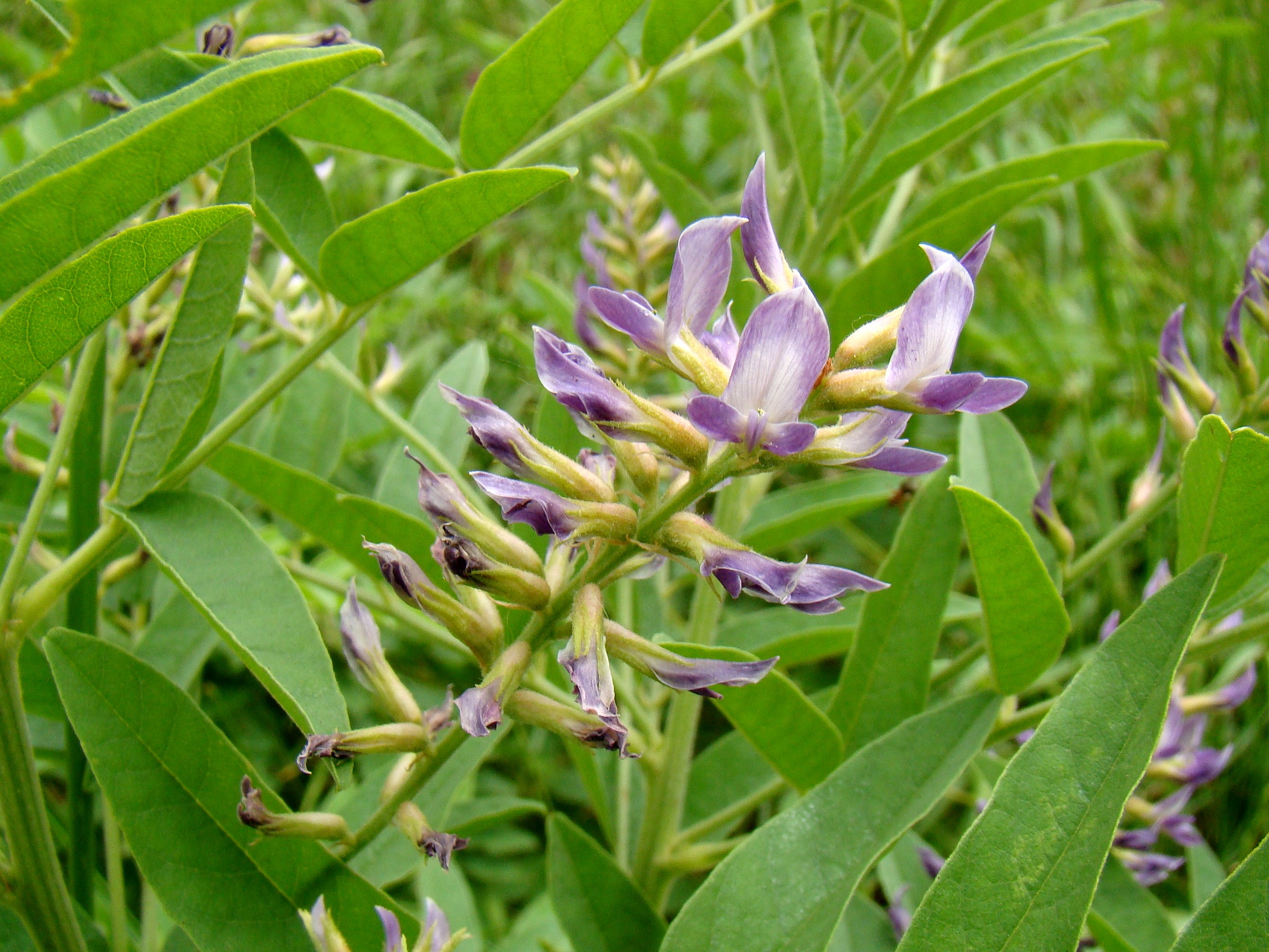
Bloem
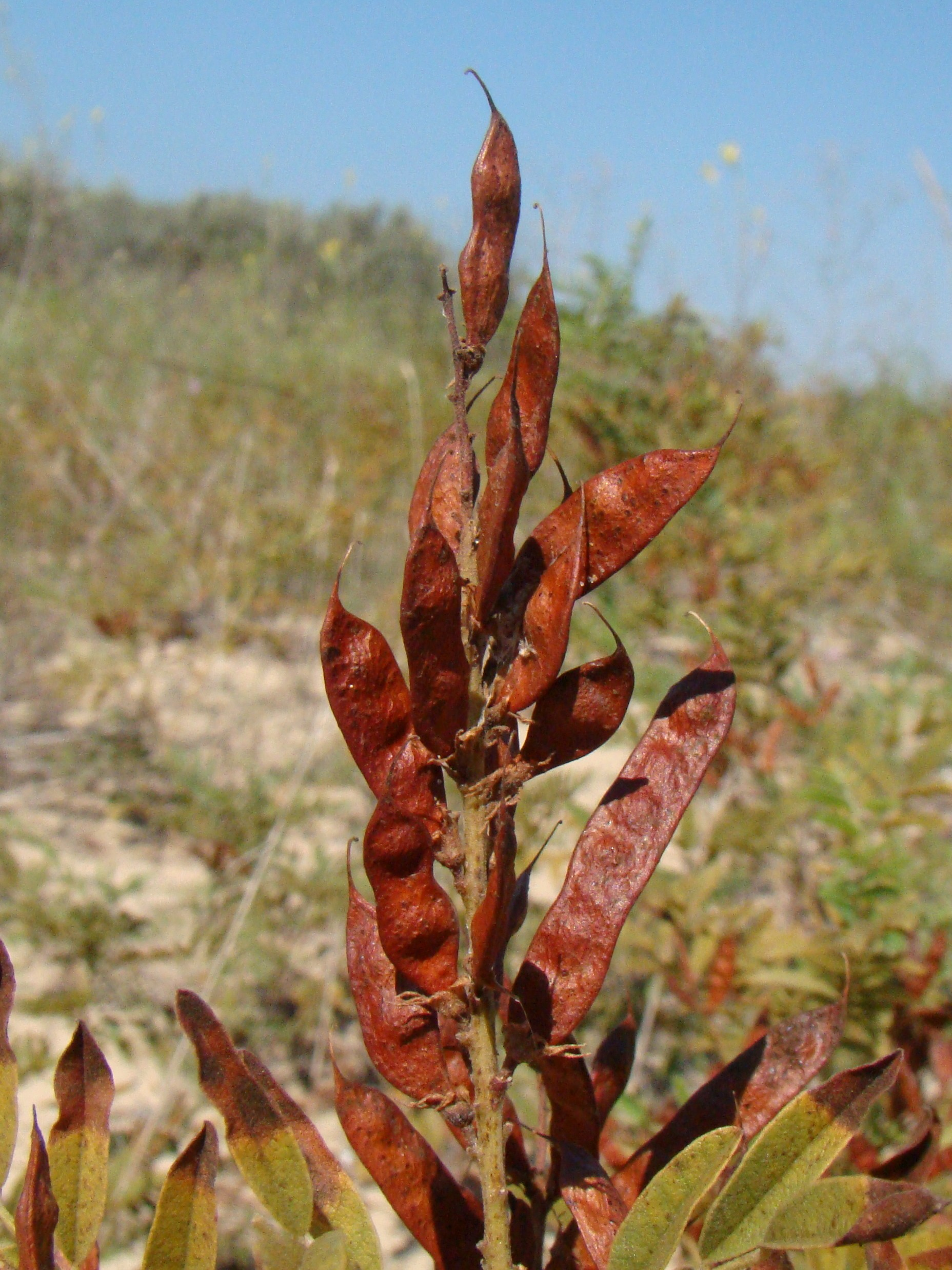
Zaden
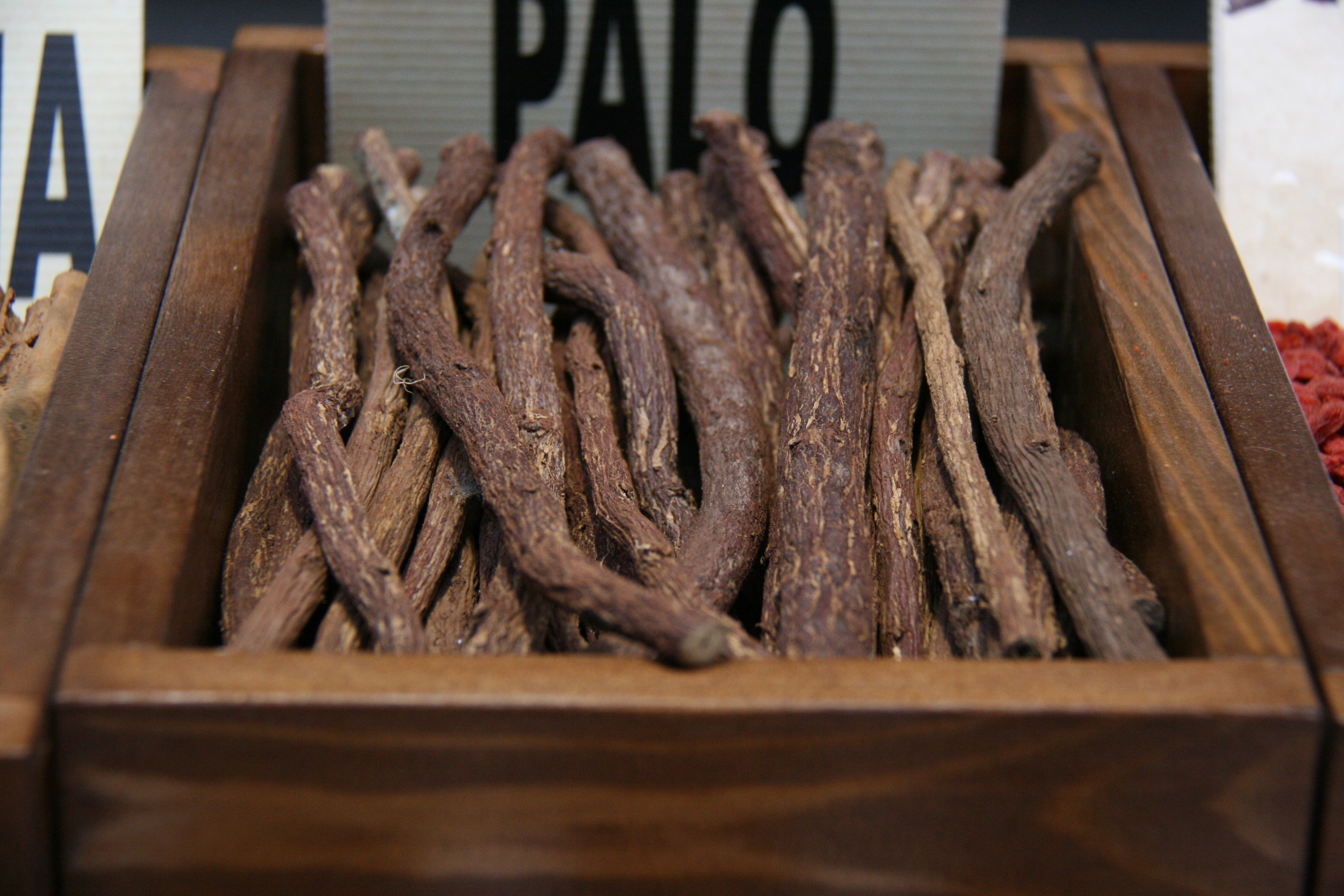
Zoethout